# Scurrula tsaii
Scurrula tsaii är en tvåhjärtbladig växtart som först beskrevs av S.T Chiu, och fick sitt nu gällande namn av Yuen P. Yang & S.Y. Lu. Scurrula tsaii ingår i släktet Scurrula och familjen Loranthaceae. Inga underarter finns listade i Catalogue of Life.